# Josef Schier
Josef Schier (2. října 1822 Harrachov – 15. listopadu 1906 České Budějovice) byl rakouský a český podnikatel a politik německé národnosti z Českých Budějovic, v 2. polovině 19. století poslanec Českého zemského sněmu a Říšské rady.

## Biografie
Josef Schier se narodil ve Harachově v rodině obchodníka s přízí Franze Schiera a jeho ženy Johanny rodem Pohlové dcery obchodníka ze sklem z Rokytnice nad Jizerou. Věnoval se obchodnické profesi. Od roku 1851 působil v Českých Budějovicích. 17. března 1856 zasedl do výboru městské spořitelny a od června téhož roku byl členem vedení tohoto finančního ústavu. Od dubna 1858 pak působil jako ředitel spořitelny a zastával tuto funkci až do roku září 1880. Od roku 1857 byl rovněž dlouhodobě předsedou českobudějovického obchodního grémia a od roku 1859 členem českobudějovické obchodní komory, v níž od roku 1862 zastával post jejího viceprezidenta a v období let 1866–1884 prezidenta.
V 60. letech 19. století se zapojil i do zemské a celostátní politiky. V doplňovacích volbách v srpnu 1868 byl zvolen na Český zemský sněm za kurii obchodních a živnostenských komor (obvod České Budějovice). Mandát zde obhájil ve volbách v roce 1870, volbách roku 1872 a volbách roku 1878, V zemských volbách roku 1883 se mezi zvolenými poslanci neuvádí, ale mandát získal dodatečně v listopadu 1885. Opětovně obhájil mandát ve volbách roku 1889.
Zasedal také v Říšské radě (celostátní zákonodárný sbor), kam ho vyslal zemský sněm roku 1868 (tehdy ještě Říšská rada nevolena přímo, ale tvořena delegáty jednotlivých zemských sněmů). 17. října 1868 složil slib. Chyběl zde pak ve funkčním období Říšské rady 1870–1871. Ve funkčním období 1871–1873 se mezi poslanci Říšské rady zmiňuje jistý Franz Schier. V jmenném rejstříku je u něj ovšem uvedeno: prezident obchodní a živnostenské komory v Českých Budějovicích. Slib složil v roce 1872. Do vídeňského parlamentu se vrátil i v prvních přímých volbách do Říšské rady roku 1873, kdy byl zvolen za kurii obchodních komor (obvod Budějovice). Mandát obhájil ve volbách do Říšské rady roku 1879 za týž obvod. Rezignaci na poslanecké křeslo oznámil na schůzi 4. prosince 1884, ale ještě téhož dne složil slib jako poslanec, nyní za kurii městskou (obvod Budějovice). V ní uspěl i ve volbách do Říšské rady roku 1885 a volbách do Říšské rady roku 1891. Ve vídeňském parlamentu zasedal (s přestávkou 1870–1872) téměř třicet let. Byl aktivním poslancem, často zasedal v poslaneckých výborech. V roce 1870 byl zpravodajem návrhu zákona o nové organizaci báňských úřadů. Na mandát v Říšské radě rezignoval roku 1896.
Uvádí se jako člen takzvané německé Ústavní strany (liberální, centralistická formace, odmítající autonomistické aspirace neněmeckých národností). Na Říšské radě se v říjnu 1879 uvádí jako člen staroněmeckého Klubu liberálů (Club der Liberalen). Od roku 1881 byl členem klubu Sjednocené levice, do kterého se spojilo několik ústavověrných (liberálně a centralisticky orientovaných) politických proudů. Za tento klub uspěl i ve volbách roku 1885. Po rozpadu Sjednocené levice přešel do frakce Německorakouský klub. V roce 1890 se uvádí jako poslanec obnoveného klubu německých liberálů, nyní oficiálně nazývaného Sjednocená německá levice. I ve volbách roku 1891 byl na Říšskou radu zvolen za klub Sjednocené německé levice.
V roce 1902 mu město České Budějovice udělilo čestné občanství. Zasedal zde dlouhodobě (1861–1873) v obecní radě. V městské samosprávě vedl správu patronátních kostelů a školství. V roce 1873 již opětovnou volbu do městské rady odmítl. V dubnu 1873 získal titul císařského rady, zejména jako ocenění jeho dlouholeté práce coby přísedícího obchodního senátu krajského soudu v Budějovicích.
Ještě ve věku 80 let byl zdravotně zcela svěží. Jeho nejstarší dcera tehdy žila v  Soběslavi.